# Чернів
Черні́в —  село в Букачівській селищній громаді Івано-Франківського району, Івано-Франківської області.

## Історія
Згадується 1 липня 1443 року в книгах галицького суду .
У податковому реєстрі 1515 року в селі документується піп (отже, уже тоді була церква) і млин, а село спалене волохами.
1 жовтня 1927 р. з території громади Чернів вилучено хутір Новий Чернів і з нього утворене поселення Каролівка, з 1.08.1934 обидва поселення увійшли до ґміни Букачівці. У 1939 році в селі проживало 1800 мешканців (1625 українців, 20 поляків, 90 латинників, 15 євреїв), а в Каролівці — 810 мешканців (70 українців, 440 поляків, 300 польських колоністів). Національна свідомість гуртувала селян довкола ОУН для боротьби проти окупантів.

## Народились
- Горнякевич Дмитро — командир куреня УПА «Гуцульський».
- Семен Король (1892—1920) — розвідник Армії УНР, хорунжий Українських січових стрільців. Крутянин.
- Любінець Володимир (1929) — лікар-бронхолог, кандидат медичних наук, доцент. Працював у Львівському медичному університеті на кафедрі фтизіатрії.
- Савчук Оксана Василівна (1983) — народна депутатка України 9-го скликання, член політичної партії Всеукраїнське об'єднання «Свобода»